# Karl Gottlob Rössig
Karl Gottlob Rössig (27. december 1752 i Merseburg - 21. november 1806 i Leipzig) var en tysk jurist.
Rössig studerede 1770-1783 filosofi og retsvidenskab ved Leipzigs Universitet. Sidstnævnte år blev han magister artium og Dr. jur. sammesteds. I 1784 blev han privatdocent ved den juridiske og tillige ekstraordinær professor ved den filosofiske fakultet i Leipzig og 1793 ordentlig professor for natur- og folkeret.